# 迪亞巴利
14°41′N 6°1′W / 14.683°N 6.017°W
迪亞巴利（法語：Diabaly），是馬里的城鎮，位於該國中部，由塞古區的尼奧諾省負責管轄，處於紐諾以北50公里，面積1,538平方公里，海拔高度273米，2009年人口35,266，人口密度每平方公里23人。